# Horostok, Slavuta
Horostok (în ucraineană Хоросток) este un sat în comuna Hannopil din raionul Slavuta, regiunea Hmelnîțkîi, Ucraina.

## Demografie
Componența lingvistică a localității Horostok
     Ucraineană (99,34%)
     Alte limbi (0,66%)
Conform recensământului din 2001, majoritatea populației localității Horostok era vorbitoare de ucraineană (99,34%), existând în minoritate și vorbitori de alte limbi.